# Hähnel Industries
Hähnel Industries ltd är ett företag som tillverkar tillbehör till stillbilds- och videokameror. Företaget började handla under Hähnel-loggan 1958 i Tyskland, och 1975 öppnades produktionsföretaget i Irland.